# Tricyphona (Eucyphona) epione
Tricyphona (Eucyphona) epione is een tweevleugelige uit de familie Pediciidae. De soort komt voor in het Oriëntaals gebied.